# نطاق التقارب بين المدارين

موقع نطاق التقارب بين المدارين خلال شهري يناير (بالأزرق) ويوليوز (بالأحمر).

نطاقُ التقارب بين المدارين أو نطاق الرَّهو هي منطقة ضغط منخفض بالقرب من خط الاستواء تمتد حول الكرة الأرضية من الشرق إلى الغرب تتلاقى عندها الرياح التجارية شمال الشرقية (للنصف الشمالي من الكرة الأرضية) وجنوب الشرقية (للنصف الجنوبي من الكرة الأرضية). ويكون هذا التقارب بين الرياح مصحوبا بتصاعد قسري للرطوبة ينتج عنه سحب ركامية وتساقطات غزيرة. تتوزع هذه السحب على شكل كتل متناثرة داخل منطقة عرضها 100كلم تقريبا تمر عبرها موجات تتنقل من الشرق باتجاه الغرب تدعى الموجات الشرقية. تكون الرياح خفيفة ومتغيرة السرعة والاتجاه داخل نطاق التقارب بين المدارين. وهي معروفة عند البحارة بمنطقة الركود لضعف الحركة الأفقية للهواء بها.
يظهر واضحا تشكل نطاق التقارب بين المدارين على المحيطات المدارية (بشرق المحيط الهادئ والمحيط الأطلسي). وهو من أبرز الظواهر المناخية بالمنطقة المدارية حيث يلعب دورا جوهريا في تشكيل المناخ المداري من خلال تفاعله على مستوى الكوكب مع الدورة الجوية وكذا دورة المحيطات.

## منطقة التجمع بين المدارية
منطقة التجمع بين المدارية هي المنطقة التي يتم فيها تلاقي الرياح التجارية الشمالية الشرقية وتجمعها مع الرياح التجارية الجنوبية والشرقية، ويتم التلاقي والتجمع هذا في منطقة الضغط المنخفض الاستوائي، وفي بعض المناطق لا يحدث تلاق وتجمع للرياح بعضها مع بعض، وإنما تبقى منفصلة بعضها عن بعض بمنطقة يسودها الهدوء تعرف بمنطقة الرهو الاستوائي، في حين تتلاقى الرياح وتتجمع بعضها مع بعض في مناطق أخرى، وتعرف منطقة التلاقي والتقابل هذه بالجبهة الاستوائية أو الجبهة المدارية -لدى بعض المؤلفين- وينجم عن تلاقي الرياح وتجمعها نشاط أكثر في حركة التيارات الصاعدة -حيث تقوى الحركة الحملانية- وتشكل غيوم الركام والركام المزني، وهطول أمطار غزيرة.

## الأخدود الاستوائي
أخدود استوائي (Equatorial Trough) يطلق على منطقة الضغط المنخفض الاستوائي الضحل المتمحورة فوق خط الاستواء الحراري، والواقعة بين حزامي الضغط المرتفع شبه المداري مصدر الرياح التجارية الشمالية الشرقية والجنوبية الشرقية التي تهب نحو منطقة الأخدود هذه.

## المصدر
- موسوعة مناخ العالم – جون أُ. أوليـفِر.
- معجم المصطلحات العلمية والفنية المستعملة في الأرصاد الجوية (إنجليزي-عربي)– محمد فتحي طه.
- المعجم الجغرافي المناخي